# 安盖姆
安盖姆（法語：Inghem，法語發音：[ɛ̃ɡɛm]）是法国上法蘭西大區加来海峡省的一个旧市镇，属于圣奥梅尔区。2016年9月1日，安盖姆与市镇埃尔贝勒合并为新市镇贝兰盖姆。

## 地理
安盖姆（50°40'2"N, 2°14'38"E）面积3.19 平方千米，位于法国上法蘭西大區加来海峡省，该省份为法国北部沿海省份，西北濒北海，南至索姆省，东临北部省。
与安盖姆接壤的市镇（或旧市镇、城区）包括：埃尔福、克拉尔克、埃克、埃尔贝勒、皮昂。
安盖姆的时区为UTC+01:00、UTC+02:00（夏令时）。

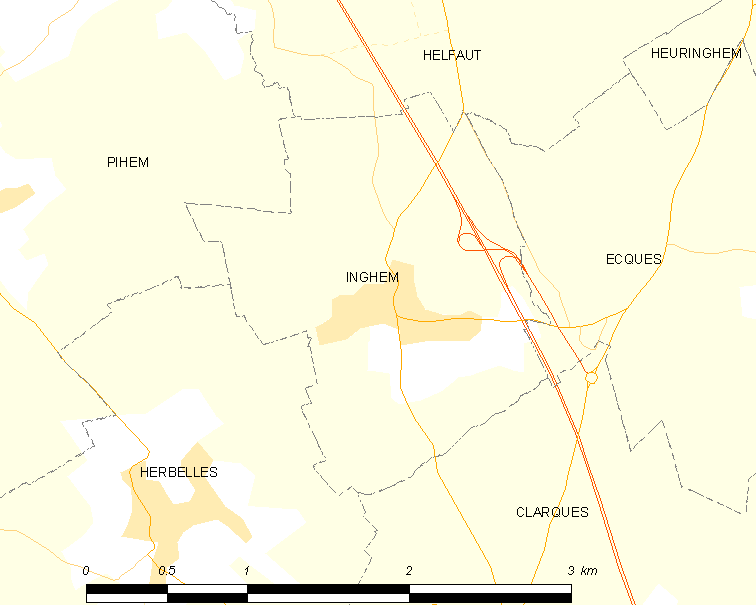
安盖姆的OSM定位图

## 行政
安盖姆的邮政编码为62129，INSEE市镇编码为62471。

## 政治
安盖姆所属的省级选区为弗吕日县。

## 人口

1962-2008年间安盖姆人口变化图示

安盖姆于2018年1月1日时的人口数量为531人。